# Manny Legace

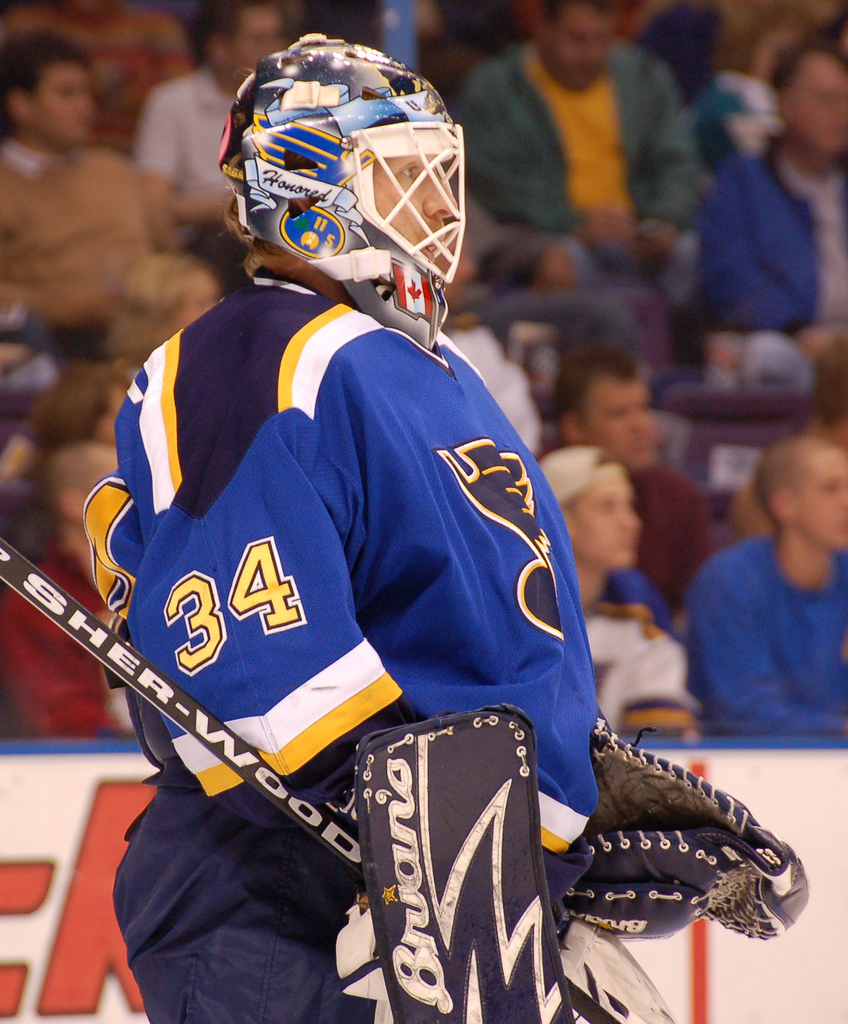
Manny Legace i St. Louis Blues.

Emmanuel "Manny" Legace, född 4 februari 1973 i Toronto, Ontario, är en kanadensisk professionell ishockeymålvakt.
Legace spelar för Springfield Falcons i AHL.
Manny Legace har spelat ett flertal framgångsrika säsonger för Detroit Red Wings i NHL, med vilka han var med och vann Stanley Cup som reservmålvakt säsongen 2001–2002. Han har även representerat NHL-lagen Los Angeles Kings, St. Louis Blues och Carolina Hurricanes. 2011 skrev Legace på ett try-out-kontrakt för Vancouver Canucks i NHL. Han var uttagen till NHL All-Star Game säsongen 2007–2008.
Säsongen 2011–2012 spelade Legace för Iserlohn Roosters i DEL.

## NHL-klubbar
- Los Angeles Kings 1998–99
- Detroit Red Wings 1999–2006
- St. Louis Blues 2006–2009
- Carolina Hurricanes 2009–2010